# Grecia en los Juegos Olímpicos de Innsbruck 1964
Grecia estuvo representada en los Juegos Olímpicos de Innsbruck 1964 por tres deportistas masculinos que compitieron en esquí alpino.
El portador de la bandera en la ceremonia de apertura fue el esquiador alpino Dimitrios Pappos. El equipo olímpico griego no obtuvo ninguna medalla en estos Juegos.